# Suillus spraguei
Suillus spraguei là một loài nấm trong họ Suillaceae. Trong tiếng Anh, nó có một số tên khác nhau, gồm painted slipperycap, painted suillus và red and yellow suillus. Suillus spraguei có một lịch sử phân loại phức tạp, và thường xuyên bị các văn kiện gọi dưới tên Suillus pictus.